# Simone Techert
Simone Techert (* 2. Dezember 1968 in Gießen) ist eine deutsche Physikochemikerin und Röntgenphysikerin.

## Werdegang
Techert studierte von 1988 bis 1993 Chemie an der Justus Liebig-Universität in Gießen, wo sie im Jahre 1994 ihr Diplom ablegte. Daraufhin promovierte sie 1997 am Max-Planck-Institut für biophysikalische Chemie in Göttingen. Ihre Doktorarbeit behandelte das Thema „Spektroskopie und Ladungstrennung. Theoretische und experimentelle Untersuchungen an Pyrenderivaten“.
Als Wissenschaftlerin arbeitete sie im Anschluss zunächst am European Synchrotron Radiation Facility (ESRF) in Grenoble, bis sie 2000 ans Max-Planck-Institut für biophysikalische Chemie als Arbeitsgruppenleiterin zurückkehrte. Dort war sie von 2006 bis 2012 als Leiterin einer Minerva-Gruppe tätig. 2004 erhielt sie zudem die Lehrberechtigung für Physikalische Chemie. Seit 2008 ist sie Dozentin an der International Research School for Molecular Biophysics am Göttingen Research Campus. 2013 wurde sie Professorin an der Georg-August-Universität in Göttingen mit Brückenbezug zur Helmholtzgemeinschaft und zum Deutschen Elektronen-Synchrotron (DESY) in Hamburg. Dort ist sie leitende Wissenschaftlerin.

## Auszeichnungen
- 1999: „Prime de Performance“ Preis der „European Synchrotron Radiation Facility“ (ESRF)
- 2001–2004: Emmy-Noether-Stipendium der Deutschen Forschungsgemeinschaft
- 2002–2006: Karl Winnacker Stipendium der Aventis Foundation
- 2005: Röntgen-Preis der Liebig-Universität Gießen für Ultrakurzdynamik in organischen Festkörpern mit zeitaufgelöster Röntgenstrahlung.[1]
- 2007: Bronze-Medaille der Chemischen Industrie
- 2013: Morino Lectureship[2][3]

## Forschungsgebiet
Techert forscht im Gebiet der physikalischen Chemie. Dabei hat sie sich auf zeitaufgelöste Methoden in der Röntgenphysik, zeitaufgelöste Strukturbestimmung und zeitaufgelöste Spektroskopie spezialisiert. Am DESY forscht sie mit ihrer Arbeitsgruppe an der Strukturdynamik (bio)chemischer Systeme, besonders der Methodenentwicklung zeitaufgelöster Röntgenexperimente und deren Anwendung und Optimierung zur Untersuchung von chemischen Elementarprozessen und von Struktur-Dynamik-Beziehungen in chemischen Reaktionen, also dem „Filmen“ von chemischen Reaktionen in Echtzeit. Ihr und ihrem Forschungsteam gelang es erstmals, die Strahlung eines Freie-Elektronen-Lasers für die Untersuchung chemischer Reaktionen einzusetzen. Sie hat an der experimentellen Erfassung von Wasserstoff-Brücken von einer Helmholtz-Arbeitsgruppe mitgearbeitet.

## Veröffentlichungen (ausgewählt)
- S. Techert, F. Schotte and M. Wulff, Picosecond X-ray Diffraction Probed Transient Structural Changes in Organic Solids, Physical Review Letters 86 (2001) 2030.
- E. Collet, M.-H. Lemee-Cailleau, M. B.-L. Cointe, H. Cailleau, M. Wulff, T. Luty, S.-Y. Koshihara, M. Meyer, L. Toupet, P. Rabiller and S. Techert, Light-induced Ferroelectric Structural Order in an Organic Charge-Transfer Crystal Science 300 (2003) 612.
- I. Rajkovic, G. Busse, J. Hallmann, R. More, M. Petri, W. Quevedo, F. Krasniqi, A. Rudenko, T. Tschentscher, N. Stojanovic, S. Düsterer, R. Treusch, M. Tolkiehn and S. Techert, Diffraction Properties of Periodic Lattices under Free Electron Laser Radiation, Physical Review Letters 104 (2010) 125503.
- R. Boll, D. Anielski, C. Bostedt, J. D. Bozek, L. Christensen, R. Coree, S. De, P. Decleva, S. W. Epp, B. Erk, L. Foucar, F. Krasniqi, J. Kuepper, A. Rouzuee, B. Rudek, A. Rudenko, S. Schorb, H. Stapelfeldt, M. Stener, S. Stern, S. Techert et al., Femtosecond Photoelectron Diffraction on Laser-Aligned Molecules: Towards Time-Resolved Imaging of Molecular Structure, Phys.  Rev. A - Rapid Comm. 88 (2013), 061402-7(R).
- P. Wernet, K. Kunnus, I. Josefsson, I. Rajkovic, W. Quevedo, M. Beye, S. Schreck, S. Grübel, M. Scholz, D. Nordlund, W. Zhang, R. W. Hartsock, W. F. Schlotter, J. J. Turner, B. Kennedy, F. Hennies, F. M. F. de Groot, K. J. Gaffney, S. Techert et al., Orbital-specific Mapping of the Ligand Exchange Dynamics of Fe(CO)5 in Solution, Nature 520 (2015) 78.